# Bořivoj Lůžek
Bořivoj Lůžek (21. dubna 1921 Obora (okres Louny) – 15. května 1987 Obora (okres Louny) byl český archivář a historik. V letech 1949–1981 byl působil jako ředitel Okresního archivu v Lounech. Publikoval množství populárních článků a odborných monografií a studií o historii Lounska a dějinách chmelařství.

## Životopis
V roce 1941 absolvoval Lůžek lounské gymnázium. Za 2. světové války byl nasazen v lounské mlékárně. V letech 1945–1948 vystudoval na Filozofické fakultě Univerzity Karlovy historii a národopis. V roce 1949 se stal zaměstnancem Městského národního výboru v Lounech, když až do roku 1953 spravoval zároveň městské muzeum a archiv. Po vzniku Okresního archivu v Lounech v roce 1954 se stal jeho ředitelem, a to až do odchodu do důchodu v roce 1981. Protože byl jedním z účastníků Vysočanského sjezdu KSČ v srpnu 1968 a při prověrkách v roce 1970 odmítl akceptovat Invazi vojsk Varšavské smlouvy do Československa, byl vyškrtnutý z KSČ. Díky svým kontaktům s předními funkcionáři však byl ve funkci ponechaný, měl ale velmi omezené publikační možnosti.
V 50. letech získal Lůžek pro archiv reprezentativní renesanční budovu čp. 57 na Mírovém náměstí zvanou Daliborka. Po správní reformě v roce 1960, kdy bylo třeba převzít do archivu i písemnosti z bývalých okresů Podbořany a Žatec a stávající kapacita depozitářů nepostačovala, zajistil Lůžek pro archiv objekt bývalé synagogy v Hilbertově ulici čp. 70.
Na IV. sjezdu československých historiků, který se v roce 1966 konal v Brně, byl zvolený do vedení Československé historické společnosti a dostal na starost archivní sekci.
Lůžek, spolu se svým spolupracovníkem Jiřím Beranem, zpřístupnil velkou část klíčových archivních souborů z oblasti státní správy a samosprávy (okresní národní výbory, okresní soudy, městské a místní národní výbory a další). Publikoval řadu monografií a odborných článků zejména z dějin zemědělství a husitství. Velký důraz kladl na popularizační činnost. V rámci Socialistické akademie přednesl na venkově množství přednášek. Publikoval také mnoho článků v lounském kulturním měsíčníku.
V roce 1992 mu bylo uděleno čestné občanství města Loun in memoriam.

## Výběrová bibliografie
- Okresní archiv v Lounech. Průvodce po fondech a sbírkách, Archivní správa ministerstva vnitra, Praha 1956.
- Špitální dvůr v Dobroměřicích v letech 1517-1542, Historie a muzejnictví 2, 1957, s. 175–208.
- Po stopách husitství v ústeckém kraji, Krajské nakladatelství v Ústí nad Labem, Ústí nad Labem 1959.
- Stavitelé chrámu sv. Mikuláše v Lounech, Okresní archiv Louny, Louny 1968.
- Názvosloví městských knih v severozápadních Čechách (s Jiřím Čarkem), Sborník archivních prací 18, 1968, č. 2, s. 452–477.
- Epidemie v Lounech v 16. století, Historická demografie 3, 1969, s. 81–84.
- Letopisy města Luna. Edice kroniky Loun Jana Mojžíše, Horizont, Praha 1970.
- České chmelařství v 19. století, Horizont, Praha 1971.
- Cikáni na brandýském panství v 16. století, Středočeský sborník historický 12, 1977, s. 243–246.